# South Fork Township (comté de Howell, Missouri)
South Fork Township est un ancien township du comté de Howell, situé dans le sud du Missouri, aux États-Unis,, à la frontière avec le Tennessee.
Le township est baptisé en référence à son cours d'eau principal.

## Source de la traduction
- (en) Cet article est partiellement ou en totalité issu de l’article de Wikipédia en anglais intitulé « South Fork Township, Howell County, Missouri » (voir la liste des auteurs).